# Коефіцієнт використання матеріалу
Коефіцієнт використання матеріалу (скорочено КВМ, в металургійній галузі іноді розшифровується як коефіцієнт використання металу) — це одна з характеристик виробничого процесу.
Він являє собою кількість матеріалу (обсяг або масу) в готовому виробі поділеній на загальну кількість матеріалу, який пішов на виготовлення виробу. Даний коефіцієнт зі зрозумілих причин не може бути більше одиниці, втім, і одиниці він практично ніколи не дорівнює. Також існує зворотна величина — вихід придатного — другий компонент поділений на перший і помножений на сто відсотків.
Коефіцієнт використання матеріалу відображає ефективність (в тому числі економічну) виробництва, хоча і не враховує такі фактори, як якість готового виробу, можливість переробки або вторинного використання відходів і т. д.

### Плановий
Перший вид показника, як це ясно з назви, є прогнозними. Він використовується при плануванні подальшої діяльності та побудові стратегії розвитку. Формула виглядає наступним чином: Кпл = Мч/Мн. В ній використовуються наступні умовні позначення: Кпл — це плановий коефіцієнт використання, Мч — чиста вага виробу, Мн — витрата матеріалів за встановленими нормами. Як видно з формули, він слабо відображає реальну ситуацію. Норма встановлюється для гіпотетичної ситуації. Насправді ми можемо зіткнутися з набагато більшими, ніж планувалося, витратами.

### Фактичний
Даний показник вже реальніше характеризує використання предметів праці. Введемо умовні позначення. Нехай Кф — це фактичний коефіцієнт використання, Мч — чистий вест вироби, як і у попередньому випадку, а Мф — реально витрачений матеріал. Тоді формула буде виглядати наступним чином: Кф = Мч/Мф.
Коефіцієнт використання матеріалів: формула розрахунку, приклад Легко помітити, що в обох випадках коефіцієнт може приймати значення від 0 до 1. Однак одиниці в реальності він дорівнює бути не може. Завжди якась частина матеріалу витрачається, але не міститься в готовій продукції. Але важливо розуміти, що його частину можна використовувати повторно або переробити, що даний коефіцієнт не враховує. Тому виробничий процес завжди потрібно аналізувати комплексно, а не просто зосереджуватися на цифрах.

## Норма витрати матеріалу
Це ще один важливий показник, який характеризує умови в галузі. Введемо умовні позначення. Нехай С — це норма витрати матеріалу, а Кф — кількість одиниць фактично випущеної продукції. Для формули нам також знадобиться фактичний коефіцієнт використання матеріалів — Мф. Нехай Тиж — це норма витрати на одиницю випущеної продукції. Тоді З = (Мф/Кф*Тиж)*100 %.
Фактори поліпшення ефективності
Раціональне використання матеріалів дозволяє фірмі максимізувати прибуток. Однак багато що залежить від ситуації в галузі в цілому.
Коефіцієнт використання матеріалів: формула розрахунку, приклад На норму витрат матеріалів впливають наступні фактори: Удосконалення технології виробничого процесу. Якщо підприємство та галузь розвиваються, то з часом виходить усім менше браку на одиницю продукції. А це означає, що матеріал починає використовуватися більш раціонально, а витрати зменшуються.
Удосконалення технічної підготовки виробничого процесу. Тут мова йде про поліпшення конструкцій деталей, вибору заготовок матеріалу.
Вдосконалення організації виробничого процесу. Сюди можна включити розвиток кооперації між відділами, поглиблення спеціалізації, поліпшення процесів планування.